# GPMI
범용 미디어 인터페이스(General Purpose Media Interface, GPMI)는 디스플레이 컨트롤러와 같은 소스 장치에서 컴퓨터 모니터, 영상 프로젝터, 디지털 텔레비전, 또는 디지털 오디오로 비압축 비디오 데이터와 압축 또는 비압축 디지털 오디오 데이터를 전송하기 위한 오디오/비디오 인터페이스의 차세대 표준이다. GPMI는 중국 기업들이 개발한 HDMI의 후속작으로 의도되었다.
GPMI 표준은 가정용 엔터테인먼트, 자동차/운송, 산업용 애플리케이션의 단계로 출시될 예정이다. GPMI는 화웨이, 스카이워스, 하이센스, TCL을 포함한 50개 이상의 중국 회원사로 구성된 선전 8K UHD 비디오 산업 협력 연맹(SUCA)이 개발했다. GPMI가 자유 표준이 될 것인지, 아니면 HDMI처럼 제조업체가 라이선스 비용을 지불해야 할지는 불분명하다.

## 사양
GPMI는 최대 192 Gbps의 데이터 전송 속도를 지원하며, 초당 120프레임의 8K와 같은 초고선명 비디오 콘텐츠를 수용한다. 이 기술은 최대 480 W의 전력으로 장치에 전원을 공급할 수 있다. GPMI는 정보 흐름, 제어 신호, 전원 공급, 오디오/비디오를 포함한 여러 신호 유형을 단일 케이블로 결합하여 연결성을 단순화한다. 이 기술은 사이드밴드 상호 작용 채널을 활용하여 유사 기술에 비해 장치 깨우기 시간을 4분의 1로 단축한다. GPMI는 다중 채널 양방향 비디오 전송 및 메시 네트워킹을 가능하게 한다. GPMI는 두 가지 모드로 작동한다.
| 표준        | 대역폭   | 전력 공급 | 참고                                                                           |
| ----------- | -------- | --------- | ------------------------------------------------------------------------------ |
| GPMI Type-B | 192 Gbps | 480W      | 독점 커넥터를 사용한다.                                                        |
| GPMI Type-C | 96 Gbps  | 240W      | USB-C 커넥터를 사용한다. 확장 전력 범위(EPR) 표준과 동일한 전력 제한을 가진다. |

### 보안
주요 보안 자문가 파이커 후세인의 주장에 따르면, GPMI는 ADCP 콘텐츠 보호 프로토콜을 지원한다. ADCP는 SM3 및 SM4를 포함한 중국의 국가 보안 암호화 알고리즘을 기반으로 한다. ADCP는 프레임 수준 암호화를 특징으로 할 것이다. 인증은 HDCP보다 빠르다고 주장된다. ADCP는 다중 노드 구성에서 장치 간의 보안 통신을 특징으로 할 것이다. 체인의 두 장치는 중간에 다른 장치가 연결되어 있어도 안전하게 통신할 수 있어 중간자 공격을 줄일 수 있다.

### 제어
GPMI는 HDMI-CEC와 유사하게 연결된 장치를 제어하는 기능을 포함할 것이다.

### 네트워크
GPMI는 네트워크 트래픽을 전달할 수 있어 연결된 장치가 네트워크에 직접 연결할 필요가 없게 된다.

### 링크 유형
- 메인 링크 (ML) – 4채널 및 8채널 전송을 지원한다.[1] 각 채널은 24 Gbps의 단방향 데이터를 포함할 수 있다. 예를 들어, 8+0 구성에서는 8개 채널(192 Gbps)이 순방향 전송 전용이고 0개 채널이 역방향 전송에 사용된다. 6+2 구성에서는 6개 채널(144 Gbps)이 순방향 전송 전용이고 2개 채널(48 Gbps)이 역방향 전송 전용이다.[1]
- 사이드밴드 링크 (SL) – 장치, 포트, 대역폭 관리[1]
- 케이블 정보 링크 (CL) – 케이블 삽입 및 핫 플러그 감지[1]
- 전원 링크 (PL) – 양방향 전원 공급[1]
- USB2.0 링크 (UL) – USB 프로토콜 생태계[1]

## 같이 보기
- 디스플레이 인터페이스 목록
- HDMI
- 디스플레이포트
- 선더볼트 (인터페이스)
- USB-C